# شریا ناریان
شریا ناریان (به انگلیسی: Shreya Narayan) (زاده ۲۲ فوریه ۱۹۸۵) بازیگر هندی است.
از کارهای معروف او می‌توان به بازی در فیلم استاد، همسر و گنگستر و رفیق اشاره کرد.